# Leiorhynx
Leiorhynx är ett släkte av fjärilar. Leiorhynx ingår i familjen nattflyn.
Kladogram enligt Catalogue of Life:
| Leiorhynx | \| \| Leiorhynx argentifascia \| \| \| \| \| \| Leiorhynx atrirena \| \| \| \| |
|           | \| \| Leiorhynx argentifascia \| \| \| \| \| \| Leiorhynx atrirena \| \| \| \| |
|           | Leiorhynx argentifascia                                                        |
|           |                                                                                |
|           | Leiorhynx atrirena                                                             |
|           |                                                                                |